# Anabate à gorge fauve
Automolus ochrolaemus
Espèce
Statut de conservation UICN

 LC  : Préoccupation mineure
L'Anabate à gorge fauve (Automolus ochrolaemus) est une espèce de passereaux de la famille des Furnariidae.